# Dídac Ramírez i Sarrió
Dídac Ramírez i Sarrió (Barcelona, 1946) és un filòsof i economista català, així com professor universitari. Ha estat el Rector de la Universitat de Barcelona des del novembre del 2008 fins al 30 de setembre del 2016, quan va deixar el rectorat de la Universitat de Barcelona en jubilar-se.

## Biografia
Dídac Ramírez i Sarrió va néixer a Barcelona l'any 1946. Malgrat passar la seva infantesa al municipi de Calaf, la seva trajectòria vital ha estat sempre lligada a la ciutat de Barcelona.
Va estudiar Filosofia i Ciències de l'Educació a la Universitat de Barcelona, doctorant-se en Ciències Econòmiques i Empresarials, i en Filosofia i Ciències de l'Educació per la mateixa universitat. Professor d'economia, va esdevenir catedràtic l'any 1990, vicedegà de la Facultat de Ciències Econòmiques i Empresarials (1984-1989) i vicerector d'Economia i Administració (1990-1994). L'any 2008 va ser escollit rector de la Universitat de Barcelona, càrrec que va renovar l'any 2012.
Fou Director del Departament de Matemàtica Econòmica, Financera i Actuarial de la Universitat de Barcelona. Entre els anys 2001 i 2006 va ser president de la Societat Catalana de Filosofia, filial de l'Institut d'Estudis Catalans. L'any 2002 va ingressar com a acadèmic numerari de la Reial Acadèmia de Ciències Econòmiques i Financeres. L'any 2006 va ser escollit tresorer del Futbol Club Barcelona. És també membre de la secció sindical de la UGT a la Universitat de Barcelona.
En l'àmbit més estrictament acadèmic, ha publicat un gran nombre d'articles en revistes i llibres científics, ha dirigit tesis doctorals, ha estat investigador principal en diversos projectes nacionals i europeus, i ha participat en congressos en els camps de l'economia i la filosofia. La seva darrera publicació ha estat el llibre recopilatori Universitat, valors i societat (2012).
També ha estat responsable del Grup de Recerca d'Investigació en Anàlisi Financera i de la Incertesa (IAFI), del qual continua formant part i membre del Grup Consolidat d'Innovació Docent Noves Metodologies per a l'Ensenyament i l'Aprenentatge en Matemàtica Financera i Actuarial.
Altrament és Rector de la Universitat de Barcelona des de l'any 2008. És també membre de la Xarxa Vives d'Universitats, l'associació de les universitats de Catalunya, el País Valencià, Illes Balears, Andorra i Sardenya.

## Trajectòria com a rector
L'any 2008, Dídac Ramírez i Sarrió va esdevenir escollit rector de la Universitat de Barcelona al derrotar contra tot pronòstic al llavors rector en funcions Josep Samitier i Martí. El resultat de la primera volta de les eleccions celebrades el dia 6 de novembre de l'any 2008, finalitzà amb la victòria de Josep Samitier i Martí, amb el 40,57% dels vots, davant Dídac Ramírez, amb el 36%, Norbert Bilbeny, amb el 16,31% i Marià Alemany, amb el 7,12% dels vots ponderats. En la segona volta de les eleccions, celebrades el dia 11 de novembre de l'any 2008, Ramírez va obtenir el 53,45% dels vots enfront del 46,55% del seu rival. Gran part de l'èxit va esdevenir possible gràcies al major suport rebut entre els col·lectius dels estudiants i el Personal d'Administració i Servei de la universitat. Va prendre possessió del càrrec el 27 de novembre de 2008.
La seva primera etapa al capdavant de la Universitat de Barcelona va estar marcada per les transformacions de la institució a conseqüència de l'aplicació de l'Espai Europeu d'Educació Superior (EEES). Aquest fet va comportar, per la Universitat de Barcelona una cerca d'un major èmfasi en la docència, l'aprenentatge, la recerca i la innovació. D'aquesta manera es van inaugurar nous plans d'estudis en graus, màsters i doctorats els quals fonamentaven l'aprenentatge individual i personal de cada estudiant. Davant la nova situació es varen crear i adaptar espais com el centre de recursos per a l'aprenentatge i la investigació (CRAI), els laboratoris, les xarxes Wi-Fi, entre d'altres.
Dídac Ramírez va renovar l'any 2012 en el càrrec de rector en imposar-se, també en segona volta, a la Dra. Victòria Girona. En les eleccions celebrades el dia 23 de novembre de l'any 2012 Victòria Girona va resultar l'opció més escollida, amb el 39,16% dels vots, davant de Dídac Ramírez, amb el 31,75%, Josep A. Bombí, amb el 15,82%, i Joaquim Gutiérrez, amb el 13,27%. En la segona, celebrada el dia 27 de novembre del mateix any, Dídac Ramírez va imposar-se amb el 51,06% de vots davant el 48,94% de Victòria Girona.

### Desallotjament de l'edifici històric dels estudiants contraris a l'EEES
Un dels primers problemes als quals va haver de fer front Dídac Ramírez en el moment de prendre possessió del càrrec, va ser l'ocupació de bona part de l'edifici històric, que s'estava produint des del dia 22 de novembre, per més de dos-cents estudiants contraris a Procés de Bolonya. Si bé és cert que inicialment Dídac Ramírez com a nou rector va mostrar una actitud dialogant, el conflicte aviat va entrar en una via morta davant de la impossibilitat de fer front a les demandes dels estudiants. A començaments de març de 2009, després de més de 150 dies d'ocupació, el moviment estudiantil contrari al Pla Bolonya va començar una nova onada de protestes i de nou noves ocupacions de Facultats. La situació de conflictivitat creixent fou el detonant perquè Dídac Ramírez sol·licités suport al Departament d'Interior, que va culminar amb el desallotjament el dia 18 de març dels estudiants presents a l'edifici històric, al voltant de setanta, sense oposar resistència. Tanmateix, les protestes estudiantils produïdes aquell mateix dia a Barcelona van finalitzar en forts enfrontaments amb la Brigada Mòbil dels Mossos d'Esquadra.

## Publicacions
- Mongrut Montalvan, Samuel; Ramírez Sarrió, Dídac. «Análisis financiero en incertidumbre: una propuesta metodológica» a Apuntes: Revista de Ciencias Sociales, Nº 54. Lima: Universidad del Pacífico, 2004, pp. 5–25. Disponible a: Repositori digital de la Universidad del Pacífico (UP)
- Ramírez Sarrió, Dídac. El Laberinto Leibniciano. Barcelona: Edicions Universitat de Barcelona, 1983. Disponible a: Catàleg de les biblioteques de la UB
- Ramírez Sarrió, Dídac. «La Teoría matemática de los subconjuntos borrosos y su aplicación a la valoración y selección de proyectos de inversión» a Cuadernos de economía aplicada [Serie A]. Madrid: Centro d'Estudios Universitarios Ramón Areces, 1985. Disponible a: Catàleg de les biblioteques de la UB
- Ramírez Sarrió, Dídac. Fundamentos metodológicos para el análisis económico en contexto de incertidumbre. Tesi doctoral - Universitat de Barcelona. Departament de Matemàtica Econòmica, Financera i Actuarial, 1988. Disponible a: Catàleg de les biblioteques de la UB
- Ramírez Sarrió, Dídac. Sobre la interpretació del pensament leibnizià: el laberint del lliure i del necessari, Filosofia (Universitat de Barcelona) 2. Barcelona: EUB, 1997. Disponible a: Catàleg de les biblioteques de la UB
- Ramírez Sarrió, Dídac. Sobre la crisis actual del conocimiento científico: discurso de ingreso del académico numerario electo, Excmo. Sr. Dr. D. Dídac Ramírez Sarrió en el acto de su recepción, 12 de desembre de 2002 / discurso de contestación por el académico numerario Excmo. Sr. Dr. D.Alfonso Rodríguez Rodríguez. Barcelona: Publicaciones de la Real Academia de Ciencias Económicas y Financieras, 2002. Disponible a: Catàleg de les biblioteques de la UB
- Ramírez Sarrió, Dídac. «Legitimidad científica y verdad» a Enseñanza de las ciencias sociales: revista de investigación, Nº 3. Barcelona: Universitat Autònoma de Barcelona i Universitat de Barcelona, 2004. pp. 85–93. Disponible a: Dialnet
- Ramírez Sarrió, Dídac. «Economia i filosofia» a L'Economia 11è Col·loquis de Vic, Vic, Ajuntament de Vic, 2007, pp. 11–33. Disponible a: Catàleg de les biblioteques de la UB
- Ramírez Sarrió, Dídac. Universitat, valors i societat: pensar el present, Orígens (La Magrana) 188. Barcelona: La Magrana, 2012. Disponible a: Catàleg de les biblioteques de la UB
- Ramírez Sarrió, Dídac. Efectos de la evolución de la inversión pública en educación superior: un estudio del caso español y comparado. Barcelona : Real Academia de Ciencias Económicas y Financieras, 2014. Disponible a: Catàleg de les biblioteques de la UB